# 東北福祉大学野球場
東北福祉大学野球場（とうほくふくしだいがく やきゅうじょう）は、宮城県仙台市青葉区にある野球場。施設は東北福祉大学の運営法人である学校法人栴檀学園が所有している。

## 概要
東北福祉大学硬式野球部が練習場として使用している他、仙台六大学野球連盟の公式戦のほとんどが行われている。高校野球宮城県大会で使用されたこともある。
同連盟は1970年（昭和45年）のリーグ開設当初、当時東北大学が管理していた評定河原球場を専用球場として使用していた。しかし、同球場が老朽化などを理由に仙台市に譲渡されたため、県営宮城球場や宮城教育大学のグラウンドなどを転々としながら試合を行ってきたが、1982年（昭和57年）5月27日の当球場完成を機に専用球場とし、ほとんどの公式戦を行うようになった。
また、隣接地にある東北福祉大学トレーニングセンター（全天候型体育館/室内練習場。北緯38度17分8.4秒 東経140度50分2.3秒）は以前、宮城球場で公式戦を行うプロ野球球団が雨天時等の練習場としてしばしば使用していた。
なお、当球場完成を機に、尚絅女学院短期大学中山校地 の寮（女子のみ入寮可）を譲り受け、当大学硬式野球部部員の寮「球心寮」（北緯38度17分35.6秒 東経140度50分8.2秒 / 北緯38.293222度 東経140.835611度） として使用していたが、1994年（平成6年）に東北福祉大学トレーニングセンター隣接地に「雄翔館」（北緯38度17分9.3秒 東経140度49分58.4秒 / 北緯38.285917度 東経140.832889度）として新築・移転した。因みに、当球場が開場した年度に初めて当大学からプロ野球選手（長島哲郎）が輩出された。
2019年4月、明治神宮野球場と同じ仕様の全面人工芝に改修された。

## 施設概要
- 両翼：93m、中堅：123m
- 内外野：ロングパイル人工芝
- 照明設備：有り
- 収容人員：－人（ネット裏：ベンチ席、一・三塁側、外野：芝生）

ネット裏に屋根付のブースがあり福祉大関係者とテレビ中継を行うTBCが主に使用する（TBCは中継時のみ）
- スコアボード：回転式、得点部は12回までと合計のみ、選手名表示は守備位置は数字ではない（例：1→投）。

## 交通
- 仙台駅西口バスプール15番のりば（または、JR東北福祉大前駅2番乗り場）から、仙台市営バス870系統「貝ヶ森経由国見ヶ丘」行に乗り、終点「国見ケ丘三丁目福祉大野球場前」で下車（ただし、X870系統「貝ヶ森・国見ヶ丘経由実沢営業所」行は同停留所には向かわないため注意）。徒歩約3分